# Basel-Landschaft

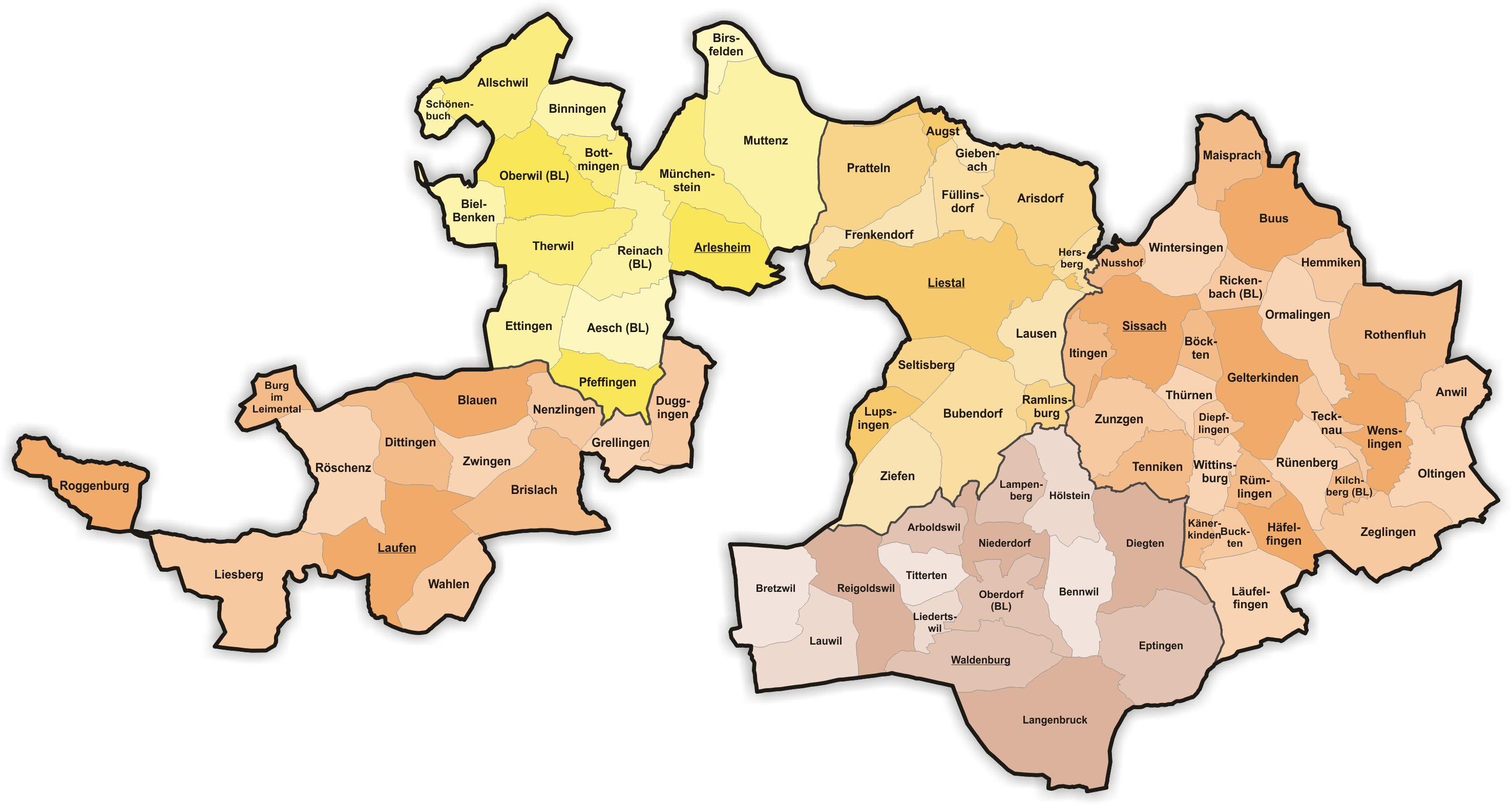
Karta över kantonen Basel-Landschafts kommuner.

Kanton Basel-Landschaft (lyssna (fil), betyder ungefär Basels landskanton) är en halvkanton i norra Schweiz.

## Historia
Kantonen bildades år 1833, då kantonen Basel delades upp i halvkantonerna Basel-Landschaft och Basel-Stadt.

## Geografi
Basel-Landschaft gränsar i norr till Basel-Stadt, i sydväst till kantonen Jura, i söder till kantonen Solothurn samt Aargau i nordost. Basel-Landschaft har även gränser mot Tyskland och Frankrike. Kantonens huvudort är Liestal.

### Indelning
Basel-Landschaft är indelat i fem distrikt:
- Arlesheim, huvudort: Arlesheim
- Laufen, huvudort: Laufen
- Liestal, huvudort: Liestal
- Sissach, huvudort: Sissach
- Waldenburg, huvudort: Waldenburg

Basel-Landschaft är indelat i 86 kommuner, se Lista över kommuner i Basel-Landschaft.

## Demografi
Kantonen Basel-Landschaft hade 290 969 invånare (2020). Majoriteten av befolkningen är tysktalande.
| Talade språk i Basel-Landschaft (2019)                     | Talade språk i Basel-Landschaft (2019) | Talade språk i Basel-Landschaft (2019) | Talade språk i Basel-Landschaft (2019) | Talade språk i Basel-Landschaft (2019) |
| ---------------------------------------------------------- | -------------------------------------- | -------------------------------------- | -------------------------------------- | -------------------------------------- |
|                                                            |                                        |                                        |                                        |                                        |
|                                                            |                                        |                                        |                                        |                                        |
| Tyska                                                      | Tyska                                  |                                        | 85,4 %                                 | 85,4 %                                 |
| Franska                                                    | Franska                                |                                        | 3,0 %                                  | 3,0 %                                  |
| Italienska                                                 | Italienska                             |                                        | 5,1 %                                  | 5,1 %                                  |
| Rätoromanska                                               | Rätoromanska                           |                                        | 0,1 %                                  | 0,1 %                                  |
| Engelska                                                   | Engelska                               |                                        | 5,9 %                                  | 5,9 %                                  |
| Övriga                                                     | Övriga                                 |                                        | 17,0 %                                 | 17,0 %                                 |
| Möjlighet fanns att välja upp till tre stycken huvudspråk. |                                        |                                        |                                        |                                        |